# Центральна виборча комісія Білорусі
Центральна комісія Республіки Білорусь із виборів та проведення республіканських референдумів (біл. Цэнтральная камісія па выбарах і правядзеньні рэспубліканскіх рэфэрэндумаў Рэспублікі Беларусь, скор. — Центрвиборчком, ЦВК) — державна установа Республіки Білорусь, яка займається проведенням виборів і референдумів в Білорусі та контролем за їх перебігом. Як постійно діючий орган Центрвиборчком був утворений Верховною Радою Білоруської РСР 4 грудня 1989 року.
Центрвиборчком Білорусі діє на постійній основі, строк повноважень — 5 років. ЦВК складається з 12 членів, на професійній основі працюють голова та секретар комісії. Склад Центральної комісії формують Президент Республіки Білорусь і Рада Республіки Національних зборів Республіки Білорусь на паритетній основі (по 6 членів комісії) з кандидатур, рекомендованих президіями обласних рад депутатів, Мінської міської Ради депутатів і відповідними виконавчими комітетами.
Чинний склад сформований 21 грудня 2011 року. Голова ЦВК — Карпенко Ігор Васильович.

## Міжнародні санкції
10 березня 2006 року по підсумками президентських виборів 2006 року голова ЦВК Лідія Єрмошина була внесена в «Чорний список ЄС», 19 червня 2006 року додана до списку спеціально позначених громадян і заблокованих осіб США за підозрою у підтасовуванні результатів. 2007 року в американський санкціонний список був доданий член ЦВК Олег Слижевский.
У лютому 2011 року Єрмошина разом з іншими членами ЦВК знову була внесена в «Чорний список ЄС» за результатами президентських виборів 2010 року за порушення міжнародних виборчих стандартів. Ці європейські санкції були зняті 15 лютого 2016 року.
2 жовтня 2020 року Європейський Союз ввів санкції проти всіх 12 членів комісії за порушення на серпневих виборах. Восени 2020 року Велика Британія, Канада і Швейцарія також ввели санкції проти всіх членів ЦВК. США ввели санкції проти заступника голови ЦВК Вадима Іпатова і секретаря ЦВК Олени Дмухайло 2 жовтня 2020 года, а 21 червня 2021 року розширили їх на інших членів комісії. До того ж 23 грудня 2020 року під санкції США потрапила сама Центральна виборча комісія як установа, що підриває демократичні процеси або інститути в Білорусі, за керівництво фальшивими президентськими виборами 9 серпня, які включали безліч порушень, зокрема недопуск кандидатів від опозиції, відмову в доступі спостерігачів і засвідчення неточних результатів голосування.
У березні 2022 року новий голова ЦВК Ігор Карпенко потрапив під персональні санкції Канади. У червні цього року санкції проти нього ввів Європейський союз; до цих санкцій приєдналася і Швейцарія.
У березні 2023 року Карпенка та інших членів білоруської ЦВК, які увійшли до складу комісії після 2020 року, внесли до списку санкцій США.
У січні 2025 року Ігор Карпенко потрапив під санкції Великої Британії.

## Попередні керівники ЦВК
- Гончар Віктор Йосипович (5 вересня 1996 — 13 жовтня 1996)
- Лідія Михайлівна Єрмошина (6 грудня 1996 — 13 грудня 2021)